# Jeu de raquettes aux Jeux olympiques
Aux Jeux olympiques de 1908, deux épreuves du jeu de raquettes ont lieu, simple hommes et double hommes. Seuls des concurrents ou équipes britanniques prennent part à la compétition. Il s'agit de la seule fois de l'histoire où cette discipline entre dans le programme officiel des Jeux olympiques.

## Tableau général des médailles
| Rang | Pays        | Médaille d'or, Jeux olympiques | Médaille d'argent, Jeux olympiques | Médaille de bronze, Jeux olympiques | Total |
| 1er  | Royaume-Uni | 2                              | 2                                  | 3                                   | 7     |

## Tableau détaillé des médailles
| Épreuves              | Médaille d'or, Jeux olympiques            | Médaille d'argent, Jeux olympiques     | Médaille de bronze, Jeux olympiques                     |
| Rackets simple hommes | Royaume-Uni Evan Noel                     | Royaume-Uni Henry Leaf                 | Royaume-Uni John Jacob Astor Royaume-Uni Henry Brougham |
| Rackets double hommes | Royaume-Uni John Jacob Astor Vane Pennell | Royaume-Uni Cecil Browning Edward Bury | Royaume-Uni Henry Leaf Evan Noel                        |

## Sources
- (en) Theodore Andrea Cook, The Fourth Olympiad, Being the Official Report, British Olympic Association, Londres, 1908.
- (en) http://users.skynet.be/hermandw/olymp/rac1908.html Les résultats complets.